# 格蘭維爾 (亞利桑那州)
格蘭維爾（英語：Granville）是位於美國亞利桑那州格林利縣的一個非建制地區。該地的面積和人口皆未知。

## 地理
格蘭維爾的座標為33°11′20″N 109°22′57″W / 33.18889°N 109.38250°W，而該地的平均海拔高度為2038米（即6686英尺）。